# Христина Ільїних
Христина Ільїних (27 листопада 1994) — російська стрибунка у воду.
Учасниця Олімпійських Ігор 2016 року.
Призерка Чемпіонату світу з водних видів спорту 2017 року.
Чемпіонка Європи з водних видів спорту 2020 року, призерка 2014, 2015, 2016, 2018, 2019 років.